# Denis Dubourdieu
Pour les articles homonymes, voir Dubourdieu.
Denis Dubourdieu est un œnologue français, né le 1er juillet 1949 à Talence en Gironde et mort le 26 juillet 2016 à Bordeaux (Gironde),.

## Biographie
Denis Dubourdieu naît le 1er juillet 1949 à Barsac. Il est issu d'une famille de viticulteurs. Ingénieur agronome, il soutient sa thèse de doctorat, consacrée à la composition macromoléculaire des vins liquoreux, en 1982,,. Dubourdieu détient également une maîtrise en science économiques. Il enseigne l'œnologie à l'université de Bordeaux. Connu pour ses travaux sur les vins blancs, il est surnommé « le pape du blanc ». Dubourdieu est directeur général de l'institut des sciences de la vigne et du vin (ISVV), situé à Villenave-d'Ornon.
Dubourdieu intervient comme consultant auprès de nombreux propriétaires de domaines viticoles, comme la cave coopérative de Ribeauvillé en Alsace, les domaines prestigieux de Rayne-Vigneau, Yquem, ou encore Cheval Blanc. Il possède lui-même plusieurs domaines, dont le château Reynon et le château Doisy Daëne.
En 2012, paraît Autour d'une bouteille avec Denis Dubourdieu : l'œnologie dans tous ses états, une série d'entretiens avec Gilles Berdin. Avec Pascal Ribéreau-Gayon, il participe à la rédaction du Traité d'œnologie en deux volumes édité par les éditions Dunod.